# Richard Sinclair
Richard Stephen Sinclair (n. Canterbury, 6 de junio de 1948) es un músico inglés conocido por ser uno de los pioneros de la Escena de Canterbury.
Tanto su padre como su abuelo eran conocidos por sus actuaciones como músicos en el condado de Kent. 
Con tan solo tres años comienza a tocar el ukelele, a los seis la guitarra y a los 15 años tuvo su primer encuentro con Hugh y Brian Hopper, embrión de los Wilde Flowers, grupo raíz desde donde va a nacer el movimiento del Canterbury Sound. 
Desde 1963 hasta 1969 formaban parte de los Wilde Flowers músicos como Hugh Hopper, Brian Hopper, Robert Wyatt, Kevin Ayers, Graham Flight, Pye Hastings, Richard Coughlan, David Sinclair y Richard Sinclair. 
La música era de gran originalidad, con numerosas influencias, entre las que destacaban las del rock, las del jazz, las del folk y las de la sicodelia, y los Wilde Flowers fueron el embrión de dos de las bandas más importantes de Canterbury: Soft Machine y Caravan.   

## Carrera

### Con Caravan (1968-1972)
Tras la disolución de su banda anterior, Wilde Flowers, Richard Sinclair junto con su primo Dave Sinclair, Pye Hastings y Richard Coughlan formaron Caravan en 1968. Más tarde se une el hermano de Hastings, Jimmy, saxos y flauta, que ha estado en numerosas grabaciones del grupo e incluso en giras. Fueron la primera banda inglesa que firmó para un sello estadounidense, Verve Records, que editó ese año su primer disco, homónimo. Al poco tiempo, Verve cerró su apartado de música rock y pop, lo que obligó a Caravan a cambiarse a Decca Records para editar en 1970 su segundo disco, If I Could Do It All Over Again, I'd Do It All Over You. El grupo apareció en el programa Top of the Tops interpretando la canción que da título al LP. 
En 1971, Caravan editó en Deram (el sello de Decca especializado en rock progresivo) su tercer disco, In the Land of Grey and Pink. La forma de cantar de Sinclair, distintiva y lírica, se convierte en uno de los sellos reconocidos de la música canterbury.
In the Land of Grey and Pink fue un éxito y con el paso del tiempo se ha mantenido como disco esencial dentro del rock progresivo.  Allmusic lo destacó como el mejor lanzamiento de la banda. En la edición especial del magazine Q "Pink Floyd & The Story of Prog Rock", nombraron a In The Land... como el 19° álbum de su lista de "40 Cosmic Rock Albums", lista que incluye los 40 mejores álbumes de rock progresivo de todos los tiempos.
Tras la edición en 1972 del nuevo álbum,  "Waterloo Lily", Sinclair abandona el grupo para crear una nueva banda denominada Hatfield and the North.

### Con hatfield and the North (1972-1976)
Hatfield and the North incluye en sus inicios a músicos provenientes de otras formaciones de Canterbury como Steve Miller ( que ya había tocado en el Waterloo Lily de Caravan),  Phil Miller y  Pip Pyle. El grupo estuvo tocando durante el verano de 1972 algunos conciertos hasta que en enero de 1973  Steve Miller deja la banda siendo sustituido por David Sinclair quien más tarde también sería sustituido por Dave Stewart de la banda EGG. Con esta formación ya definitiva graban dos álbumes para la compañía Virgin, siendo considerado el segundo disco "The Rotters' Club" como otra de las obras imprescindibles del sonido canterbury.
Durante esta época también grabó en el álbum de su antiguo compañero Robert Wyatt "Rock Bottom" con la producción de Nick Mason de Pink Floyd.

### Con Camel (1977-79)
En 1976 Richard Sinclair se retiró a su canterbury natal para dedicarse a la carpintería realizando alguna actividad musical bajo el nombre de Sinclair and the South hasta que en 1977 recibe la oferta para unirse a Camel que por aquel entonces estaba sin bajista.
La entrada de Sinclair en Camel da un nuevo sonido al grupo, especialmente en la voces, que se fusionan de manera magistral con la música del grupo. Con ellos graba dos discos en estudio y realiza dos extensas giras mundiales. De ese trabajo queda para la historia la magnífica actuación en el programa de televisión de la BBC Sigh and Sound grabando en Londres el 22 de septiembre de 1977 y el doble disco A Live Record.
A principios de 1979 Camel estaba en un periodo de cambio importante, de ida y venida de músicos, y Richard Sinclair es sustituido por Colin Bass (ex-Steve Hillage).

### Retorno a Canterbury
En 1980 colabora en Before A Word Is Said el nuevo disco de los canterburianos National Health y en 1982 vuelve a reunirse la formación original de Caravan para grabar "Back To Front" y que contaría con la participación de Mel Collins. Un disco en el que sobresale especialmente sus canciones. Pero tras el disco el grupo se disuelve y Richard Sinclair reduce su actividad musical participando con Phil Miller en su nueva banda In Cahoots y en su disco en solitario además de girar con Hugh Hopper y más tarde con el violinista Anthony Aldridge y su banda Skaboosh donde también estaba  Andy Ward de Camel.

### Caravan of Dreams
La década de los noventa fue de mucha actividad, primero con dos re-unificaciones de antiguas bandas como Hatfied and The North y Caravan a petición de un canal de televisión privada para un concierto, grabaciones para diversos artistas de la zona de canterbury,  hasta que en 1992 presenta una nueva banda a la que denomina Caravan of Dreams y en la que incorpora a su primo David Sinclair en los teclados (sustituido por Kit Watkins en el segundo álbum), Andy Ward en la batería y Rick Biddulph al bajo.
Entre 1995 y 2002 realiza varias giras tanto en solitario como con otros artistas en Inglaterra como en Holanda o Italia. En 2005 se une de nuevo a Hatfield and the North hasta el fallecimiento del batería original de la banda, Pip Pyle en agosto de 2006.
En la actualidad, Richard Sinclair reside en el pueblo de Martina Franca, en Italia, donde mantiene su actividad artística con músicos locales.

## Discografía
Año	Artista	Título
1962	various artists	Canterburied Sounds, Vol.s 1-4 (released 1998)
1965	The Wilde Flowers	The Wilde Flowers (released 1994)
1968	Caravan	Caravan
1970	Caravan	If I Could Do It All Over Again, I'd Do It All Over You
1971	Caravan	In the Land of Grey and Pink
1972	Caravan	Waterloo Lily
1974	Hatfield and the North	Hatfield and the North
1974	Robert Wyatt	Rock Bottom
1975	Hatfield and the North	The Rotters' Club
1977	Camel	Rain Dances
1977	Camel	Unevensongs
1978	Camel	Breathless
1978	Camel	A Live Record
1980	Hatfield and the North	Afters
1981	Alan Gowen, Phil Miller, Richard Sinclair & Trevor Tomkins	Before A Word Is Said
1982	National Health	D.S. al coda
1982	Caravan	Back to Front
1983	Hugh Hopper & Richard Sinclair	Somewhere in France (released 1996)
1988	Skaboosh	Freetown
1989	Phil Miller	Split Seconds
1990	Hatfield and the North	Live 1990 (one-off reunion, with Sophia Domancich subbing for Dave Stewart
1990	Hatfield and the North	Classic Rock Legends (DVD) (same show as above)
1990	Caravan	Classic Rock Legends (DVD)
1992	Richard Sinclair's Caravan of Dreams	Richard Sinclair's Caravan of Dreams
1993	Caravan of Dreams	An Evening of Magic
1994	Richard Sinclair	R.S.V.P.
1996	Richard Sinclair, David Rees & Tony Coe	What in the World
1998	Pip Pyle	7 Year Itch
2002	Richard Sinclair	Live Tracks
2003	Camel	Live Tracks
2003	Dave Sinclair	Full Circle
2003	Dave Sinclair	Into The Sun
2003	Theo Travis	Earth to Ether
2005	Hatfield and the North	Hatwise Choice: Archive Recordings 1973—1975, Volume 1
2006	Hatfield and the North	Hattitude: Archive Recordings 1973-1975, Volume 2
2006	In Cahoots	Conspiracy Theories

### Grupos
1964-1965 The Wilde Flowers (with Kevin Ayers, Robert Wyatt, Hugh Hopper et al.)
1968-1972, 1982 Caravan
1972-1975 Hatfield and the North
1976 Sinclair and the South
1977-1979 Camel
1982-1984 In Cahoots
1988 Skaboosh
1991-93 Caravan of Dreams
1994-1996 R.S.V.P. (with Pip Pyle, Didier Malherbe and Patrice Meyer)
1995-  ? Richard Sinclair Band with Tony Coe and David Rees Williams
2005-2006 Hatfield and the North reformed

### Vídeos
1992 Caravan Live 1990
2007 Camel  Moondances
2015: Romantic Warriors III: Canterbury Tales (DVD)
- Datos: Q1058252